# Kriegerdenkmal Rippicha

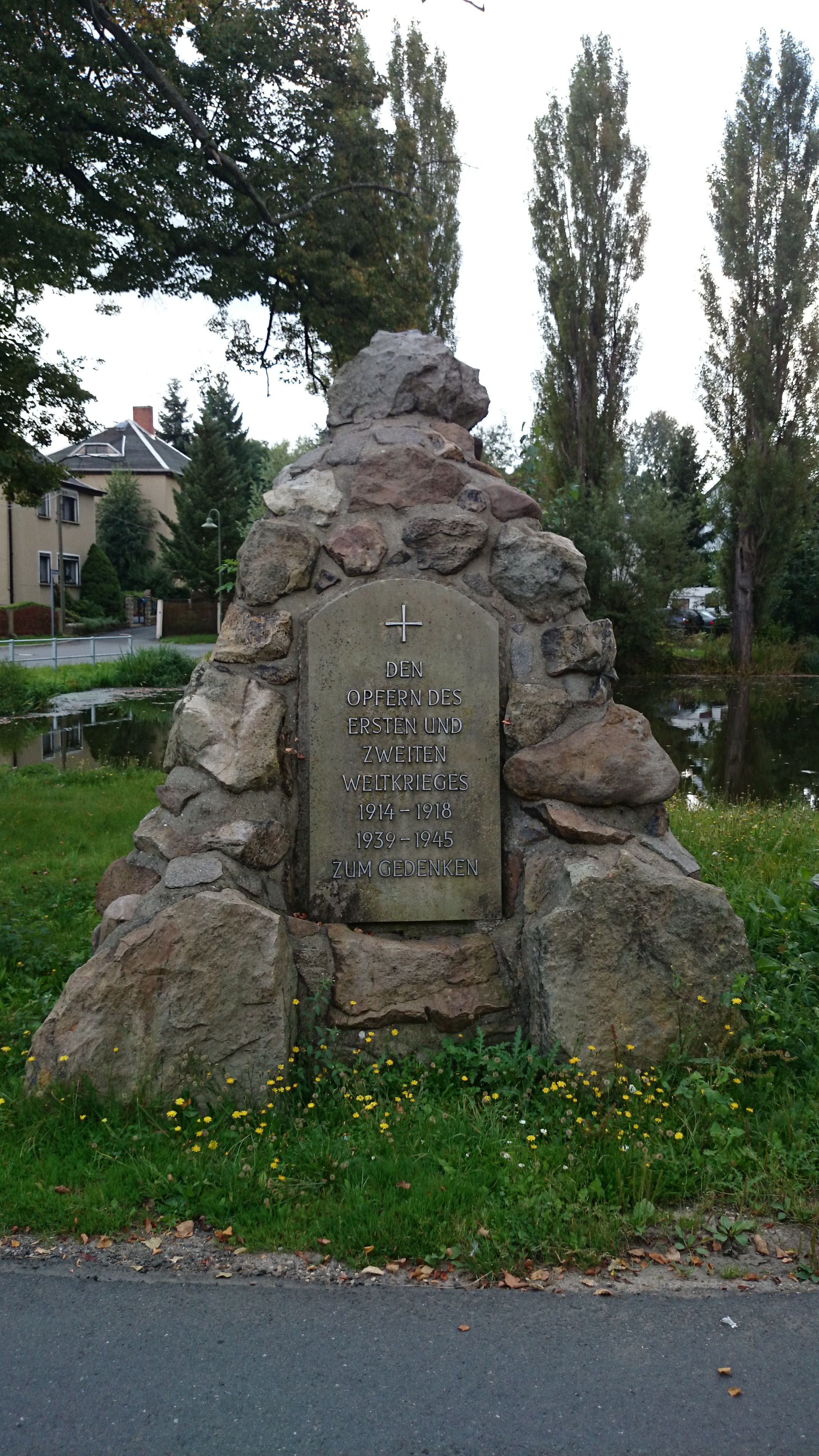
Kriegerdenkmal in Rippicha

Das Kriegerdenkmal Rippicha ist ein denkmalgeschütztes Kriegerdenkmal in der Ortschaft Rippicha des Ortsteiles Droßdorf der Gemeinde Gutenborn in Sachsen-Anhalt. Im örtlichen Denkmalverzeichnis ist der Gedenkstein unter der Erfassungsnummer 094 85845 als Baudenkmal verzeichnet.
Das Kriegerdenkmal von Rippicha wurde am 12. August 1923 zu Ehren der 23 Gefallenen des Ersten Weltkriegs eingeweiht. Das Denkmal ist eine Stele aus Feldsteinen mit einer Gedenktafel. Die Inschrift der Gedenktafel lautet DEN OPFERN DES ERSTEN UND ZWEITEN WELTKRIEGES 1914-1918, 1939-1945 ZUM GEDENKEN. Die Namen der Gefallenen und Vermissten beider Weltkriege sind auf Tafeln im Inneren der Kirche zu finden. Das Kriegerdenkmal befindet sich an der Kreuzung Dorfstraße – Schulweg – Gartenweg, nördlich des Sees.

## Quelle
- Kriegerdenkmal Rippicha, abgerufen am 5. September 2017.